# Eriocaulon mutatum
Eriocaulon mutatum là một loài thực vật có hoa trong họ Eriocaulaceae. Loài này được N.E.Br. mô tả khoa học đầu tiên năm 1901.